# Chute-aux-Outardes
Chute-aux-Outardes är en bykommun (municipalité de village) och tidigare tätort (centre de population) i provinsen Québec i Kanada. Den ligger i regionen Côte-Nord, i den östra delen av landet, 700 km nordost om huvudstaden Ottawa.